# 사랑의 거리
사랑의 거리(Calle Mayor, Main Street)는 스페인에서 제작된 Juan Antonio Bardem 감독의 1956년 영화이다. 벳시 블레어 등이 주연으로 출연하였고 조르쥬 드 뷰레가르드 등이 제작에 참여하였다.

## 출연

### 주연
- 벳시 블레어
- 호세 수아레즈

### 조연
- 알폰소 고다
- 마틸드 무노즈 샘페드로
- 마누엘 알렉산드레

## 같이 보기
- 제30회 아카데미상 외국어영화상 출품작 목록